# Bahadurgarh
Bahadurgarh là một thành phố và là nơi đặt hội đồng đô thị (municipal council) của quận Jhajjar thuộc bang Haryana, Ấn Độ.

## Địa lý
Bahadurgarh có vị trí 28°41′B 76°55′Đ / 28,68°B 76,92°Đ Nó có độ cao trung bình là 206 mét (675 foot).

## Nhân khẩu
Theo điều tra dân số năm 2001 của Ấn Độ, Bahadurgarh có dân số 119.839 người. Phái nam chiếm 55% tổng số dân và phái nữ chiếm 45%. Bahadurgarh có tỷ lệ 71% biết đọc biết viết, cao hơn tỷ lệ trung bình toàn quốc là 59,5%: tỷ lệ cho phái nam là 77%, và tỷ lệ cho phái nữ là 64%. Tại Bahadurgarh, 14% dân số nhỏ hơn 6 tuổi.